# 范光文
范光文（1600年—1672年），字潞公，号耿仲。浙江鄞县人。清初政治人物、藏书家。

## 生平
范钦曾孙，范汝楠之子。顺治六年（1649年）范光文与弟范光遇同登进士，授礼部主事，迁吏部文选司，主陕西乡试。因正直得罪上司，被罷免歸鄉，曾扩建天一阁。

## 著作
著有《闽行随笔》、《寤忆》、《七松游》、《潞公诗选》等。